# Kandyse McClure
Kandyse McClure, född 22 mars 1980 är en sydafrikansk skådespelare.
McClure har bland annat medverkat i TV-serierna Battlestar Galactica och Hemlock Grove. Hon har även medverkat i filmen Carrie.

## Filmografi (i urval)
- 2002 – Carrie (TV-film)
- 2004–2009 – Battlestar Galactica (TV-serie)
- 2008 – Barbie i en julsaga
- 2013 – Hemlock Grove (TV-serie)
- 2023 – Virgin River (TV-serie)